# 서울 WFS 앙팡 테리블
서울 WFS 앙팡 테리블(Seoul Women's Futsal Club Enfant Terrible)는 대한민국 서울특별시에 있었던 풋살 선수단이다. 여자 아마추어 풋살단이며, 2016년에 창단되었고 2017년에 해단되었다.

## 참고 문헌
- “스포츠지원포털 등록 현황”. 대한체육회.
- “KFA 통합경기정보 시스템”. 대한축구협회.